# Grote vaalhoed
De grote vaalhoed (Hebeloma sinapizans) is een schimmel behorend tot de familie Hymenogastraceae. Het heeft een sterke radijsachtige geur en een prominente bolvormige steelvoet. Deze paddenstoel komt voor in loof- en naaldbossen. Ectomycorrhiza vormend met loofbomen in loofbossen, houtwallen, parken en langs lanen op droge tot vochtige, voedsel- en vaak ook kalkrijke, humeuze klei of leem, soms ook op zand. Hij vormt heksenkringen. 

## Kenmerken

### Uiterlijke kenmerken
Hoed
Het vruchtlichaam heeft een hoed van (23) 34–88 (100) mm in diameter. De vorm is aanvankelijk convex voordat hij in de loop van de tijd afvlak. De hoed kan een ondiepe umbo hebben. Het oppervlak van de hoed varieert van vochtig tot plakkerig, het is glad met een rand die eerst naar binnen krult en uitzet om op volwassen leeftijd naar boven te krullen. De kleur is witachtig tot kaneelbruin, soms met roze- of roodbruine tinten. 
Lamellen
De lamellen hebben een adnate bevestiging aan de steel. Ze hebben een inkeping net voor het punt van bevestiging. In totaal zijn er 70 tot 140 complete lamellen. De lamelranden hebben kleine franjes of kartels. Ze zijn eerst witachtig voordat ze geelachtig bruin tot lichtbruin worden nadat de sporen volwassen zijn geworden. 
Steel
De steel is (24) 34–102 (138) mm lang en (4) 10–28 (77) mm dik. Het is ongeveer even breed over de hele lengte. Het is hol, ringloos en heeft over de gehele lengte fijne vlokken of witachtige schubben op een witachtige achtergrond. De vaak bolvormige verdikte voet is ongeveer 2 tot 3 cm dik.
Geur en smaak
Het vruchtvlees is witachtig, dik en heeft een radijsachtige geur en smaak. Hebeloma sinapizans zijn giftig.
Sporenprint
De sporenprint is lichtbruin. 

### Microscopische kenmerken
De sporen zijn amygdaloide (amandelvormig) en ruwweg wratachtige geornamenteerd. Ze meten 10–14 × 6–8 µm, met een Q-getal van 	1,46 tot 1,79 en hebben een papilvormige apiculus. De korte en relatief dikke cystidia zijn flesvormig. De cheilocystidia zijn vaak bolvormig in het onderste deel. De caulocystidia zien er hetzelfe uit als de cheilocystidia, maar dan met een lengte tot 150 μm. De pleurocystidia komen zeldzaam voor dichtbij de lamelsnede. De basidia meten (26) 27–38 × 7–9 μm met een Q-getal van 3.0–4.7.

## Verspreiding
De grote vaalhoed komt voor in Europa en Azië (Aziatisch Turkije en Libanon). In Nederland komt hij vrij algemeen voor.

## Taxomie
Voor het eerst beschreven als Hypophyllum sinapizans door Jean-Jacques Paulet in 1793, werd het in 1878 door Claude Casimir Gillet overgebracht naar het geslacht Hebeloma. 